# Шпак, Марат Терентьевич
Марат Терентьевич Шпак (13 апреля 1926, Чупаховка — 2 июня 1993, Киев) — украинский советский физик, член-корреспондент АН УССР (с 1969 года), академик АН УССР (с 1990 года), лауреат Государственной премии УССР в области науки и техники (1974).

## Биография
Родился 13 апреля 1926 года в поселке Чупаховка (ныне Ахтырского района Сумской области). В 1951 году окончил Черновицкий университет.
Член ВКП (б) с 1951 года. С 1952 года сотрудник, а с 1970 года директор Института Физики АН УССР. Доктор физико-математических наук с 8 февраля 1961 года, с 13 декабря 1968 года — профессор.
Жил в Киеве по улице Владимирской. Умер в Киеве 2 июня 1993 года, похоронен на Байковом кладбище.

## Научная деятельность
Автор многих научных трудов. Основные работы из области физики твёрдых тел, оптической квантовой электроники и лазерной спектроскопии. Открыл экситонную флюоресценцию и фосфоресценцию молекулярных кристаллов. Выполнил также значительные работы в области физики лазеров. Создал действующую модель широкодиапазонного лазера на растворах органических красителей с узкой полосой излучения.

## Награды
Награждён орденом Трудового Красного Знамени, медалями.
Вместе с группой физиков удостоен Государственной премии УССР в области науки и техники за 1974 год за разработку физических основ управления частотой вынужденного излучения и создание комплекса лазеров с частотой, которая перестраивается.